# 塔巴纳恩特莱尼亚纳山
塔巴纳恩特莱尼亚纳山（塞索托语：Thabana Ntlenyana）是莱索托的一座山，海拔3482米，是莱索托的最高点，主峰也是整个南部非洲的最高峰。在塞索托语中的意思是“美丽的小山”。位于莱索托东北部，属于莫霍特隆区，是德拉肯斯堡山脉的最高峰。